# 埃及神祇列表
埃及古物學者現今大多支持弗林德斯·皮特里爵士的論點：埃及宗教是多神論的。然而，他同時期的對手華利斯·巴奇，所持觀點則是認為埃及宗教起初是一神論，眾神皆為神祇拉的延伸，類似基督教的三位一體及印度教的三一論。古埃及語的女神一詞是 （；），而神則是 （；亦譯 ）。早期的象形文字中，女神是以旗狀物代表，或再加上一隻埃及眼鏡蛇，從旗桿底部豎起。後期的象形文字（R8）中，這些神祇名詞則是描繪以旗狀物，旁邊跟著相對的性別符號。

## 古埃及神祇列表
古埃及人的信仰属多神教类，神祇多以动物作为其象徵，其形象多为人身动物头。
- 九柱神：赫利奥波利斯埃及神话中的九位主要神祇。

| 圖像 | 神祇        | 簡介 | 圖像 | 神祇     | 簡介                                 |
| ---- | ----------- | --- | ---- | -------- | ------------------------------------ |
|      | 拉 (亞圖姆) | 主神，太陽神。其形象與阿蒙结合在一起。 早晨、中午、傍晚，分別有不同的名字； 黎明破曉的早晨稱做「凱布利」， 蔚藍無比的中午稱做「瑞」或「拉」， 彩霞滿天的傍晚稱做「亞圖姆」。 |      | 舒       | 空氣之神。                           |
|      | 泰芙努特    | 濕氣女神、雨神。 |      | 努特     | 天空女神。                           |
|      | 奈芙蒂斯    | 死者的守護神，四位守護死者的女神之一。 |      | 歐西里斯 | 冥神、農業豐饒的神。                 |
|      | 伊西斯      | 死者的守護神，四位守護死者的女神之一，生育之神、魔法女神， 代表天狼星，能預知尼羅河氾濫時間。                                                                                |      | 赛特     | 干旱、戰爭之神、沙漠之神、混亂之神。 |
|      | 盖布        | 大地男神。 |      |          |                                      |

- 其他主要的神：
  - 阿蒙（Ammon）：底比斯主神。原為赫爾莫波利斯供奉的八元神中象徵「隱蔽」的神。
  - 凱布利（Khepri）：聖甲蟲，早晨的太陽神。
  - 阿頓（Aton）：正午之太陽神。形象為伸出數隻手的太陽圓盤。
  - 亞圖姆（Atum）：暮之太陽神，亦是赫利奥波利斯的主神，拉的别名。
  - 荷鲁斯（Horus）：法老的守護神、天空之神，王權的象征。外形為鷹頭人身。
  - 阿努比斯（Anubis）：死神、製作木乃伊的神。外形為胡狼頭人身。
  - 姆特（Mut；Golden Dawn，Auramooth）：阿蒙之妻，司掌战争。
  - 孔斯（Khons/Chons）：阿蒙與姆特之子，月神，亦司掌醫藥。
  - 哈索爾（Hathor/Het-Heru，Het-Hert）：荷鲁斯之妻，司愛情、音樂、歡樂及豐饒。
  - 普塔（Ptah）：創造之神，孟菲斯主神，亦是工匠的守護神。
  - 托特（Thoth）：智慧之神。外型為朱鷺頭人身或狒狒。
  - 瑪特（Maat）：正義及秩序之神。

- 動物神：
  - 阿佩普（Apep）：代表破壞、混亂的蛇。
  - 芭絲特（Bast/Bastet）：猫之女神，掌管家庭和樂的神。
  - 奈赫貝特（Nekhbet）：禿鷹女神，上埃及的象徵及守護神。
  - 瓦吉特（Wadjet）：蛇女神，下埃及的象徵及守護神。
  - 海奎特（Heqet）：蛙女神，生命女神，為新生的胎兒注入生命。
  - 蒙圖（Monthu/Mont，Menthu）：司戰爭。外形為鷹首人身或公牛頭人身的神。
  - 庫努牡（Khnum）：公羊神，以黏土創造人類以及各種動物。
  - 塞赫麥特（Sekhmet）：母獅神，普塔之妻，掌管戰爭、疾病及惡靈。
  - 塞爾凱特（Serket/Selket）：蠍子女神，與醫術有所關聯，四位守護死者的女神之一。
  - 索贝克（Sobek）：鱷魚神，戰爭之神，王權的守護的神。
  - 麥里特塞蓋爾（Meretseger）：眼鏡蛇女神，皇陵的守護神。
  - 阿匹斯（Apis）：司豐饒及生產之神，為普塔或歐西里斯的化身，外形為公牛的神。
  - 瑪弗德特（Mafdet）：貓或貓鼬女神，對抗蛇和蠍子等有毒動物的神。
  - 塔沃里特（Tawerat）：河馬女神，孕婦的保護神。
  - 奈赫布考（Nehebkau）：原始蛇神，葬儀之神。
  - 烏普奧特（Wepwawet）：戰神、軍神、葬儀之神，外形為胡狼頭人身。
  - 雷內努特（Renenutet）：眼鏡蛇女神，食物和收穫女神。
  - 荷里雪夫（Heryshaf）：創造和豐饒之神，外形為羊頭人身。

- 其他神：
  - 努恩（Nun/Nu）：原初之水。
  - 哈皮（Hapi）：尼羅河神，有兩個身體以及象徵豐饒的大乳房及大肚子。
  - 阿努凱特（Anuket）：尼羅河女神。
  - 貝斯（Bes）：音樂神、守護神，神格複雜。
  - 哈爾波克拉特斯（Harpocrates/Hor-pa-kraat；Golden Dawn，Hoor-par-kraat）：孩提時荷鲁斯的稱呼。
  - 荷鲁斯的四個兒子（Four Sons of Horus）：冥王身体以及卡諾卜罐的守护者。
    - 艾姆謝特（Imset，Amset，Mesta）：荷鲁斯四子之一，死者肝臟的保護者。
    - 哈碧（Hapi，Golden Dawn，Ahephi）：荷鲁斯四子之一，死者肺的保护者。
    - 多姆泰夫（Duamutef，Tuamutef；Golden Dawn，Thmoomathph）：荷鲁斯四子之一，死者胃的保护者。
    - 凱布山納夫（Qebshenuf，Kebechsenef，Kebehsenuf，Qebehsenuf）：荷鲁斯四子之一，死者腸的保護者。

  - 印和闐（Imhotep/Imouthis）：醫藥及建築的守護神，設計了第一座金字塔。
  - 凱貝潔特（Kebechet）：防腐液之女神。
  - 梅傑德（Medjed）：記載在死者之書中的小神。
  - 麥爾特（Meret）：司掌歌唱頌神讚歌的女神。
  - 梅斯赫奈特（Meskhenet）：分娩女神，靈魂（卡）的創造者。
  - 敏（Min/Menu，Amsu）：旅行者的守護神及精液與陽具之神，亦司掌生產及收穫。
  - 涅伊特（Neith/Net，Neit；Gold Dawn，Thoum-aesh-neith）：司戰爭、狩獵、編織及智慧之神，四位守護死者的女神之一。
  - 卡蒂絲（Qetesh/Kadesh）：司愛情及美麗之神。
  - 瑟克（Seker）：死亡之神。
  - 绍席斯（Saosis）：擁有一棵生命之樹的女神。許多神祇（尤其是荷鲁斯）都由她的樹中誕生。
  - 薩提斯（Satis）：洪水女神。
  - 塞莎特（Seshat）：書寫女神。